# Barwy prawdy
Barwy prawdy (ang. True Colors lub True Colours) – amerykański film obyczajowy z 1991 roku.

## Opis fabuły
Teret i Tim, dwaj przyjaciele studiujący prawo, pragną się wybić i działać na arenie politycznej Waszyngtonu. Obaj mają inne podejście do życia. Tim chce zbudować sukces na sprawiedliwości, Peter – za wszelką cenę. Ale ich kariery idą w przeciwną stronę od planowanej i znajdują się po przeciwnych stronach barykady...

## Obsada
- John Cusack – Peter Burton
- James Spader – Tim Gerrity
- Imogen Stubbs – Diana Stiles
- Mandy Patinkin – John Palmeri
- Richard Widmark – Senator James Stiles
- Dina Merrill – Joan Stiles
- Philip Bosco – Senator Frank Steubens
- Paul Guilfoyle – John Laury
- Brad Sullivan – Agent FBI Abernathy
- Russell Dennis Baker – Todd
- Don McManus – Doug Stubblefield
- Karen Jablons-Alexander – Store Clerk
- Wendee Pratt – Janine
- Rende Rae Norman – Fanne
- Frank Hoyt Taylor – Senator Lockerby

i inni